# Fångstmängd (jakt)
Fångstmängd avser bytets storlek vid jakt som bedrivs med fällor, till exempel mängden infångad fisk i en trål, antalet mygglarver i en håv eller antalet snarade ripor i en grupp fällor.